# NIC-25A
La NIC-25A es una importante carretera nacional clasificada como troncal secundaria en Nicaragua. Esta vía comienza en el Norte, conectándose con la NIC-7 a la altura del municipio de Acoyapa, departamento de Chontales, y culmina en el Muelle de San Carlos, en el departamento de Río San Juan. 

## Extensión
Con una extensión de 150,61 km, la NIC-25A juega un rol clave en la conectividad y transporte de la región.